# 1710
Portal Geschichte | Portal Biografien | Aktuelle Ereignisse | Jahreskalender | Tagesartikel

◄ |
17. Jahrhundert |
18. Jahrhundert
| 19. Jahrhundert | ►

◄ |
1680er |
1690er |
1700er |
1710er
| 1720er | 1730er | 1740er | ►

◄◄ |
◄ |
1706 |
1707 |
1708 |
1709 |
1710
| 1711 | 1712 | 1713 | 1714 | ► | ►►
Staatsoberhäupter  · Nekrolog   · Musikjahr
| Januar | Januar | Januar | Januar | Januar | Januar | Januar | Januar |
| Kw     | Mo     | Di     | Mi     | Do     | Fr     | Sa     | So     |
| ------ | ------ | ------ | ------ | ------ | ------ | ------ | ------ |
| 1      |        |        | 1      | 2      | 3      | 4      | 5      |
| 2      | 6      | 7      | 8      | 9      | 10     | 11     | 12     |
| 3      | 13     | 14     | 15     | 16     | 17     | 18     | 19     |
| 4      | 20     | 21     | 22     | 23     | 24     | 25     | 26     |
| 5      | 27     | 28     | 29     | 30     | 31     |        |        |

| Februar | Februar | Februar | Februar | Februar | Februar | Februar | Februar |
| Kw      | Mo      | Di      | Mi      | Do      | Fr      | Sa      | So      |
| ------- | ------- | ------- | ------- | ------- | ------- | ------- | ------- |
| 5       |         |         |         |         |         | 1       | 2       |
| 6       | 3       | 4       | 5       | 6       | 7       | 8       | 9       |
| 7       | 10      | 11      | 12      | 13      | 14      | 15      | 16      |
| 8       | 17      | 18      | 19      | 20      | 21      | 22      | 23      |
| 9       | 24      | 25      | 26      | 27      | 28      |         |         |

| März | März | März | März | März | März | März | März |
| Kw   | Mo   | Di   | Mi   | Do   | Fr   | Sa   | So   |
| ---- | ---- | ---- | ---- | ---- | ---- | ---- | ---- |
| 9    |      |      |      |      |      | 1    | 2    |
| 10   | 3    | 4    | 5    | 6    | 7    | 8    | 9    |
| 11   | 10   | 11   | 12   | 13   | 14   | 15   | 16   |
| 12   | 17   | 18   | 19   | 20   | 21   | 22   | 23   |
| 1    | 24   | 25   | 26   | 27   | 28   | 29   | 30   |
| 14   | 31   |      |      |      |      |      |      |

| April | April | April | April | April | April | April | April |
| Kw    | Mo    | Di    | Mi    | Do    | Fr    | Sa    | So    |
| ----- | ----- | ----- | ----- | ----- | ----- | ----- | ----- |
| 14    |       | 1     | 2     | 3     | 4     | 5     | 6     |
| 15    | 7     | 8     | 9     | 10    | 11    | 12    | 13    |
| 16    | 14    | 15    | 16    | 17    | 18    | 19    | 20    |
| 17    | 21    | 22    | 23    | 24    | 25    | 26    | 27    |
| 18    | 28    | 29    | 30    |       |       |       |       |

| Mai | Mai | Mai | Mai | Mai | Mai | Mai | Mai |
| Kw  | Mo  | Di  | Mi  | Do  | Fr  | Sa  | So  |
| --- | --- | --- | --- | --- | --- | --- | --- |
| 18  |     |     |     | 1   | 2   | 3   | 4   |
| 19  | 5   | 6   | 7   | 8   | 9   | 10  | 11  |
| 20  | 12  | 13  | 14  | 15  | 16  | 17  | 18  |
| 21  | 19  | 20  | 21  | 22  | 23  | 24  | 25  |
| 22  | 26  | 27  | 28  | 29  | 30  | 31  |     |

| Juni | Juni | Juni | Juni | Juni | Juni | Juni | Juni |
| Kw   | Mo   | Di   | Mi   | Do   | Fr   | Sa   | So   |
| ---- | ---- | ---- | ---- | ---- | ---- | ---- | ---- |
| 22   |      |      |      |      |      |      | 1    |
| 23   | 2    | 3    | 4    | 5    | 6    | 7    | 8    |
| 24   | 9    | 10   | 11   | 12   | 13   | 14   | 15   |
| 25   | 16   | 17   | 18   | 19   | 20   | 21   | 22   |
| 26   | 23   | 24   | 25   | 26   | 27   | 28   | 29   |
| 27   | 30   |      |      |      |      |      |      |

| Juli | Juli | Juli | Juli | Juli | Juli | Juli | Juli |
| Kw   | Mo   | Di   | Mi   | Do   | Fr   | Sa   | So   |
| ---- | ---- | ---- | ---- | ---- | ---- | ---- | ---- |
| 27   |      | 1    | 2    | 3    | 4    | 5    | 6    |
| 2    | 7    | 8    | 9    | 10   | 11   | 12   | 13   |
| 29   | 14   | 15   | 16   | 17   | 18   | 19   | 20   |
| 30   | 21   | 22   | 23   | 24   | 25   | 26   | 27   |
| 31   | 28   | 29   | 30   | 31   |      |      |      |

| August | August | August | August | August | August | August | August |
| Kw     | Mo     | Di     | Mi     | Do     | Fr     | Sa     | So     |
| ------ | ------ | ------ | ------ | ------ | ------ | ------ | ------ |
| 31     |        |        |        |        | 1      | 2      | 3      |
| 32     | 4      | 5      | 6      | 7      | 8      | 9      | 10     |
| 33     | 11     | 12     | 13     | 14     | 15     | 16     | 17     |
| 34     | 18     | 19     | 20     | 21     | 22     | 23     | 24     |
| 35     | 25     | 26     | 27     | 28     | 29     | 30     | 31     |

| September | September | September | September | September | September | September | September |
| Kw        | Mo        | Di        | Mi        | Do        | Fr        | Sa        | So        |
| --------- | --------- | --------- | --------- | --------- | --------- | --------- | --------- |
| 36        | 1         | 2         | 3         | 4         | 5         | 6         | 7         |
| 37        | 8         | 9         | 10        | 11        | 12        | 13        | 14        |
| 38        | 15        | 16        | 17        | 18        | 19        | 20        | 21        |
| 39        | 22        | 23        | 24        | 25        | 26        | 27        | 28        |
| 40        | 29        | 30        |           |           |           |           |           |

| Oktober | Oktober | Oktober | Oktober | Oktober | Oktober | Oktober | Oktober |
| Kw      | Mo      | Di      | Mi      | Do      | Fr      | Sa      | So      |
| ------- | ------- | ------- | ------- | ------- | ------- | ------- | ------- |
| 40      |         |         | 1       | 2       | 3       | 4       | 5       |
| 41      | 6       | 7       | 8       | 9       | 10      | 11      | 12      |
| 42      | 13      | 14      | 15      | 16      | 17      | 18      | 19      |
| 43      | 20      | 21      | 22      | 23      | 24      | 25      | 26      |
| 44      | 27      | 28      | 29      | 30      | 31      |         |         |

| November | November | November | November | November | November | November | November |
| Kw       | Mo       | Di       | Mi       | Do       | Fr       | Sa       | So       |
| -------- | -------- | -------- | -------- | -------- | -------- | -------- | -------- |
| 44       |          |          |          |          |          | 1        | 2        |
| 45       | 3        | 4        | 5        | 6        | 7        | 8        | 9        |
| 46       | 10       | 11       | 12       | 13       | 14       | 15       | 16       |
| 47       | 17       | 18       | 19       | 20       | 21       | 22       | 23       |
| 48       | 24       | 25       | 26       | 27       | 28       | 29       | 30       |

| Dezember | Dezember | Dezember | Dezember | Dezember | Dezember | Dezember | Dezember |
| Kw       | Mo       | Di       | Mi       | Do       | Fr       | Sa       | So       |
| -------- | -------- | -------- | -------- | -------- | -------- | -------- | -------- |
| 49       | 1        | 2        | 3        | 4        | 5        | 6        | 7        |
| 50       | 8        | 9        | 10       | 11       | 12       | 13       | 14       |
| 51       | 15       | 16       | 17       | 18       | 19       | 20       | 21       |
| 52       | 22       | 23       | 24       | 25       | 26       | 27       | 28       |
| 1        | 29       | 30       | 31       |          |          |          |          |

| Januar | Januar | Januar | Januar | Januar | Januar | Januar | Januar |
| Kw     | Mo     | Di     | Mi     | Do     | Fr     | Sa     | So     |
| ------ | ------ | ------ | ------ | ------ | ------ | ------ | ------ |
| 1      |        |        | 1      | 2      | 3      | 4      | 5      |
| 2      | 6      | 7      | 8      | 9      | 10     | 11     | 12     |
| 3      | 13     | 14     | 15     | 16     | 17     | 18     | 19     |
| 4      | 20     | 21     | 22     | 23     | 24     | 25     | 26     |
| 5      | 27     | 28     | 29     | 30     | 31     |        |        |

| Februar | Februar | Februar | Februar | Februar | Februar | Februar | Februar |
| Kw      | Mo      | Di      | Mi      | Do      | Fr      | Sa      | So      |
| ------- | ------- | ------- | ------- | ------- | ------- | ------- | ------- |
| 5       |         |         |         |         |         | 1       | 2       |
| 6       | 3       | 4       | 5       | 6       | 7       | 8       | 9       |
| 7       | 10      | 11      | 12      | 13      | 14      | 15      | 16      |
| 8       | 17      | 18      | 19      | 20      | 21      | 22      | 23      |
| 9       | 24      | 25      | 26      | 27      | 28      |         |         |

| März | März | März | März | März | März | März | März |
| Kw   | Mo   | Di   | Mi   | Do   | Fr   | Sa   | So   |
| ---- | ---- | ---- | ---- | ---- | ---- | ---- | ---- |
| 9    |      |      |      |      |      | 1    | 2    |
| 10   | 3    | 4    | 5    | 6    | 7    | 8    | 9    |
| 11   | 10   | 11   | 12   | 13   | 14   | 15   | 16   |
| 12   | 17   | 18   | 19   | 20   | 21   | 22   | 23   |
| 1    | 24   | 25   | 26   | 27   | 28   | 29   | 30   |
| 14   | 31   |      |      |      |      |      |      |

| April | April | April | April | April | April | April | April |
| Kw    | Mo    | Di    | Mi    | Do    | Fr    | Sa    | So    |
| ----- | ----- | ----- | ----- | ----- | ----- | ----- | ----- |
| 14    |       | 1     | 2     | 3     | 4     | 5     | 6     |
| 15    | 7     | 8     | 9     | 10    | 11    | 12    | 13    |
| 16    | 14    | 15    | 16    | 17    | 18    | 19    | 20    |
| 17    | 21    | 22    | 23    | 24    | 25    | 26    | 27    |
| 18    | 28    | 29    | 30    |       |       |       |       |

| Mai | Mai | Mai | Mai | Mai | Mai | Mai | Mai |
| Kw  | Mo  | Di  | Mi  | Do  | Fr  | Sa  | So  |
| --- | --- | --- | --- | --- | --- | --- | --- |
| 18  |     |     |     | 1   | 2   | 3   | 4   |
| 19  | 5   | 6   | 7   | 8   | 9   | 10  | 11  |
| 20  | 12  | 13  | 14  | 15  | 16  | 17  | 18  |
| 21  | 19  | 20  | 21  | 22  | 23  | 24  | 25  |
| 22  | 26  | 27  | 28  | 29  | 30  | 31  |     |

| Juni | Juni | Juni | Juni | Juni | Juni | Juni | Juni |
| Kw   | Mo   | Di   | Mi   | Do   | Fr   | Sa   | So   |
| ---- | ---- | ---- | ---- | ---- | ---- | ---- | ---- |
| 22   |      |      |      |      |      |      | 1    |
| 23   | 2    | 3    | 4    | 5    | 6    | 7    | 8    |
| 24   | 9    | 10   | 11   | 12   | 13   | 14   | 15   |
| 25   | 16   | 17   | 18   | 19   | 20   | 21   | 22   |
| 26   | 23   | 24   | 25   | 26   | 27   | 28   | 29   |
| 27   | 30   |      |      |      |      |      |      |

| Juli | Juli | Juli | Juli | Juli | Juli | Juli | Juli |
| Kw   | Mo   | Di   | Mi   | Do   | Fr   | Sa   | So   |
| ---- | ---- | ---- | ---- | ---- | ---- | ---- | ---- |
| 27   |      | 1    | 2    | 3    | 4    | 5    | 6    |
| 2    | 7    | 8    | 9    | 10   | 11   | 12   | 13   |
| 29   | 14   | 15   | 16   | 17   | 18   | 19   | 20   |
| 30   | 21   | 22   | 23   | 24   | 25   | 26   | 27   |
| 31   | 28   | 29   | 30   | 31   |      |      |      |

| August | August | August | August | August | August | August | August |
| Kw     | Mo     | Di     | Mi     | Do     | Fr     | Sa     | So     |
| ------ | ------ | ------ | ------ | ------ | ------ | ------ | ------ |
| 31     |        |        |        |        | 1      | 2      | 3      |
| 32     | 4      | 5      | 6      | 7      | 8      | 9      | 10     |
| 33     | 11     | 12     | 13     | 14     | 15     | 16     | 17     |
| 34     | 18     | 19     | 20     | 21     | 22     | 23     | 24     |
| 35     | 25     | 26     | 27     | 28     | 29     | 30     | 31     |

| September | September | September | September | September | September | September | September |
| Kw        | Mo        | Di        | Mi        | Do        | Fr        | Sa        | So        |
| --------- | --------- | --------- | --------- | --------- | --------- | --------- | --------- |
| 36        | 1         | 2         | 3         | 4         | 5         | 6         | 7         |
| 37        | 8         | 9         | 10        | 11        | 12        | 13        | 14        |
| 38        | 15        | 16        | 17        | 18        | 19        | 20        | 21        |
| 39        | 22        | 23        | 24        | 25        | 26        | 27        | 28        |
| 40        | 29        | 30        |           |           |           |           |           |

| Oktober | Oktober | Oktober | Oktober | Oktober | Oktober | Oktober | Oktober |
| Kw      | Mo      | Di      | Mi      | Do      | Fr      | Sa      | So      |
| ------- | ------- | ------- | ------- | ------- | ------- | ------- | ------- |
| 40      |         |         | 1       | 2       | 3       | 4       | 5       |
| 41      | 6       | 7       | 8       | 9       | 10      | 11      | 12      |
| 42      | 13      | 14      | 15      | 16      | 17      | 18      | 19      |
| 43      | 20      | 21      | 22      | 23      | 24      | 25      | 26      |
| 44      | 27      | 28      | 29      | 30      | 31      |         |         |

| November | November | November | November | November | November | November | November |
| Kw       | Mo       | Di       | Mi       | Do       | Fr       | Sa       | So       |
| -------- | -------- | -------- | -------- | -------- | -------- | -------- | -------- |
| 44       |          |          |          |          |          | 1        | 2        |
| 45       | 3        | 4        | 5        | 6        | 7        | 8        | 9        |
| 46       | 10       | 11       | 12       | 13       | 14       | 15       | 16       |
| 47       | 17       | 18       | 19       | 20       | 21       | 22       | 23       |
| 48       | 24       | 25       | 26       | 27       | 28       | 29       | 30       |

| Dezember | Dezember | Dezember | Dezember | Dezember | Dezember | Dezember | Dezember |
| Kw       | Mo       | Di       | Mi       | Do       | Fr       | Sa       | So       |
| -------- | -------- | -------- | -------- | -------- | -------- | -------- | -------- |
| 49       | 1        | 2        | 3        | 4        | 5        | 6        | 7        |
| 50       | 8        | 9        | 10       | 11       | 12       | 13       | 14       |
| 51       | 15       | 16       | 17       | 18       | 19       | 20       | 21       |
| 52       | 22       | 23       | 24       | 25       | 26       | 27       | 28       |
| 1        | 29       | 30       | 31       |          |          |          |          |

## Ereignisse

### Politik und Weltgeschehen

#### Großer Nordischer Krieg
- Januar: Die dänische Armee besiegt im Großen Nordischen Krieg eine kleinere schwedische Einheit bei Kristianstad.

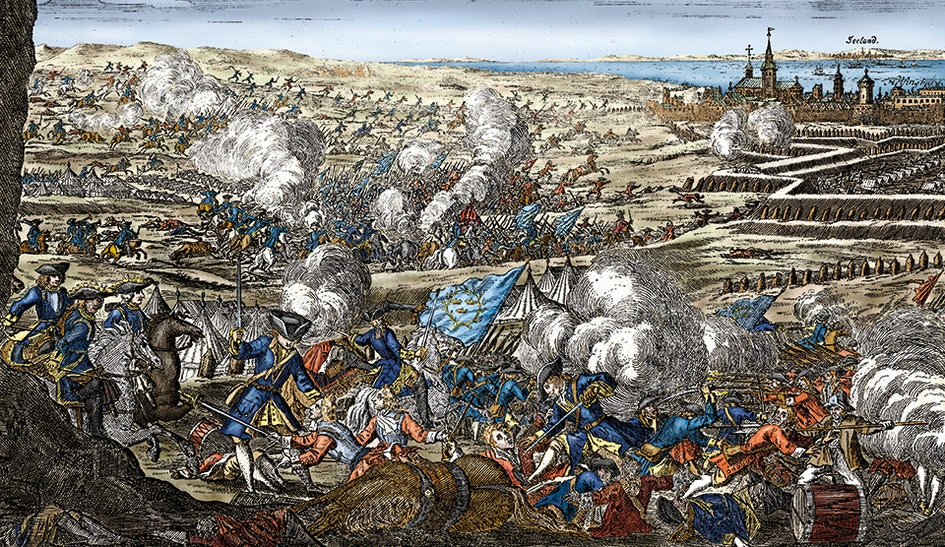
Kupferstich der Schlacht von Helsingborg

- 10. März: In der Schlacht bei Helsingborg gelingt dem schwedischen Heer unter Magnus Stenbock ein entscheidender Sieg über die Dänen unter dem Reichsgrafen Rantzau. Die dänische Armee zieht sich hinter die Stadtmauern zurück und verlässt am 15. März Helsingborg und Schonen für immer.
- 22. März: Die russische Armee unter Zar Peter I. und Generaladmiral Fjodor Matwejewitsch Apraxin beginnt die Belagerung von Viborg, die am 13. Juni mit der Kapitulation der schwedischen Festung Viborg unter Oberst Magnus Stiernstrole endet. Die russische Offensive in Finnland während des Großen Nordischen Krieges beginnt.
- 6. April: August II. wird wieder zum König von Polen ernannt.

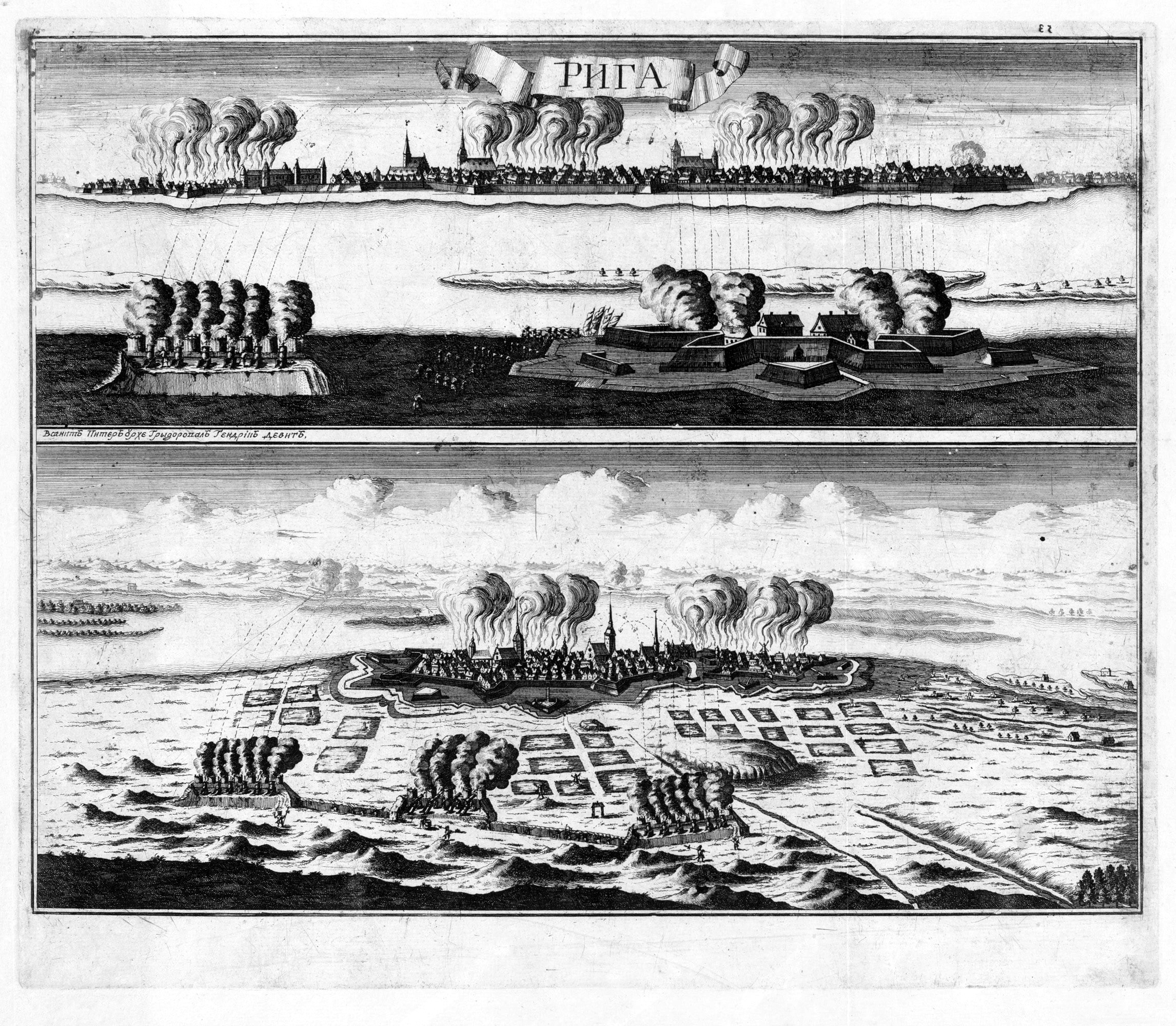
Belagerung von Riga

- 4. Juli: Dominium maris baltici: Nach fast achtmonatiger Belagerung übergibt Festungskommandant Niels Stromberg die Stadt Riga den Truppen des russischen Generals Boris Petrowitsch Scheremetew.
- 22. Juli bis 15. August: Die Belagerung von Pernau endet mit der Kapitulation der schwedischen Festung Pernau im heutigen Estland vor der russischen Armee unter General Christian Felix Bauer.
- 8. August: Die russische Armee unter Feldmarschall Boris Sheremetew besetzt die schwedische Festung Dünamünde ohne Widerstand.
- 18. August: Die bis 30. September dauernde Belagerung von Reval durch russische Truppen beginnt.
- 8. September: Die Garnison der schwedischen Festung Kexholm streckt nach zweimonatiger Belagerung die Waffen vor der russischen Armee unter Generalmajor Roman Bruce.
- 15. September: Die Garnison der schwedischen Festung Arensburg (Kuressaare, Estland) auf der Insel Ösel (Saaremaa) kapituliert vor einem russischen Kommando unter Oberst Ernshelm.
- 24. bis 27. September: Das Seegefecht vor der Køge-Bucht zwischen der dänisch-norwegischen Flotte unter Generaladmiral Ulrik Christian Gyldenløve und der schwedischen Flotte unter Admiral Hans Wachtmeister sieht keinen Sieger.
- 29. September: Die russische Eroberung des schwedischen Livlands wird durch die Kapitulation Revals gegenüber General Fjodor Matwejewitsch Apraxin vollendet. Die Verträge zur Kapitulation von Livland und Estland werden unterzeichnet. Sie regeln die Bedingungen des Herrschaftsübergangs der ehemals schwedischen Provinzen an Russland.
- 21. November: Das Osmanische Reich unter Sultan Ahmed III. erklärt, beeinflusst vom dorthin verschlagenen Schwedenkönig Karl XII. und dem Khan der Krim-Tataren Devlet II. Giray, Russland den Krieg. Der dritte russische Türkenkrieg bricht aus. Der russische Botschafter Pjotr Andrejewitsch Tolstoi, der mehrfach auf eine Ausweisung Karls gedrungen hat, wird verhaftet.

#### Spanischer Erbfolgekrieg

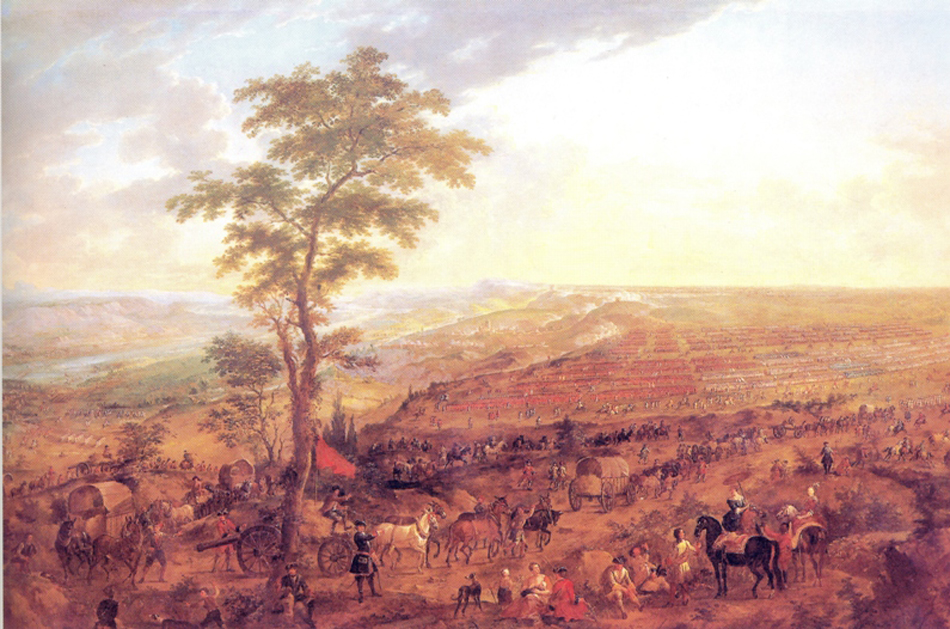
Schlacht bei Almenar

- 27. Juli: Die Alliierten im Spanischen Erbfolgekrieg siegen unter der Führung von Guido von Starhemberg und James Stanhope, 1. Earl Stanhope, in der Schlacht bei Almenar über die spanischen Truppen Philipps V.
- 20. August: In der Schlacht bei Saragossa siegen die Alliierten neuerlich über ein spanisches Heer, das danach nicht mehr zu nennenswertem Widerstand fähig ist. Der österreichische Erzherzog und Gegenkönig Karl III. zieht am nächsten Tag in Saragossa ein.
- 9. September: Philipp V. verlässt das ungeschützte Madrid und begibt sich nach Valladolid.
- 28. September: Karl III. zieht in Madrid ein.
- 11. November: Nachdem französische Truppen in Spanien eingedrungen sind und die Alliierten bedrängen, muss Karl Madrid wieder aufgeben.
- 10. Dezember: In der Schlacht bei Villaviciosa erleiden auf dem spanischen Kriegsschauplatz die Alliierten unter Guido von Starhemberg eine entscheidende Niederlage.
- Während des Queen Anne’s War in Nordamerika erobern britische Truppen Port Royal, die Hauptstadt der französischen Kolonie Akadien auf Nova Scotia, und benennen sie zu Ehren von Königin Anne in Annapolis Royal um.

#### Heiliges Römisches Reich
- 1. Januar: Auf Erlass des preußischen Königs Friedrich I. werden Berlin, Cölln, Friedrichswerder, Dorotheenstadt und Friedrichstadt zur Königlichen Haupt- und Residenzstadt Berlin vereinigt.
- 2. Juni: Graf Albert Anton von Schwarzburg-Rudolstadt wird von Kaiser Joseph I. in den Reichsfürstenstand erhoben. Als er am 15. Dezember stirbt, folgt ihm sein Sohn Ludwig Friedrich I. auf den Thron.
- 25. August: Kronprinz Friedrich Wilhelm lässt eine Untersuchungskommission einrichten, die die Finanzgebahrung im Land Preußen untersuchen soll, das kurz vor dem Staatsbankrott steht. Das seit 1702 regierende sogenannte Drei-Grafen-Kabinett, bestehend aus Premierminister Johann Kasimir Kolb von Wartenberg, Oberhofmarschall August David zu Sayn-Wittgenstein-Hohenstein und Geheimrat Alexander Hermann von Wartensleben, präsentiert am 23. September eine Denkschrift, die ihre Verdienste hervorheben soll. Am 23. Dezember legt die Finanzkommission allerdings einen vernichtenden Bericht vor, woraufhin Wittgenstein am 29. Dezember auf Befehl des von dem Skandal völlig überraschten Friedrichs I. verhaftet und in die Zitadelle Spandau gebracht wird. Wartenberg muss am 31. Dezember demissionieren, während Wartensleben relativ unangefochten bleibt und lediglich die Militärverwaltung abgeben muss.

#### Weitere Ereignisse in Europa

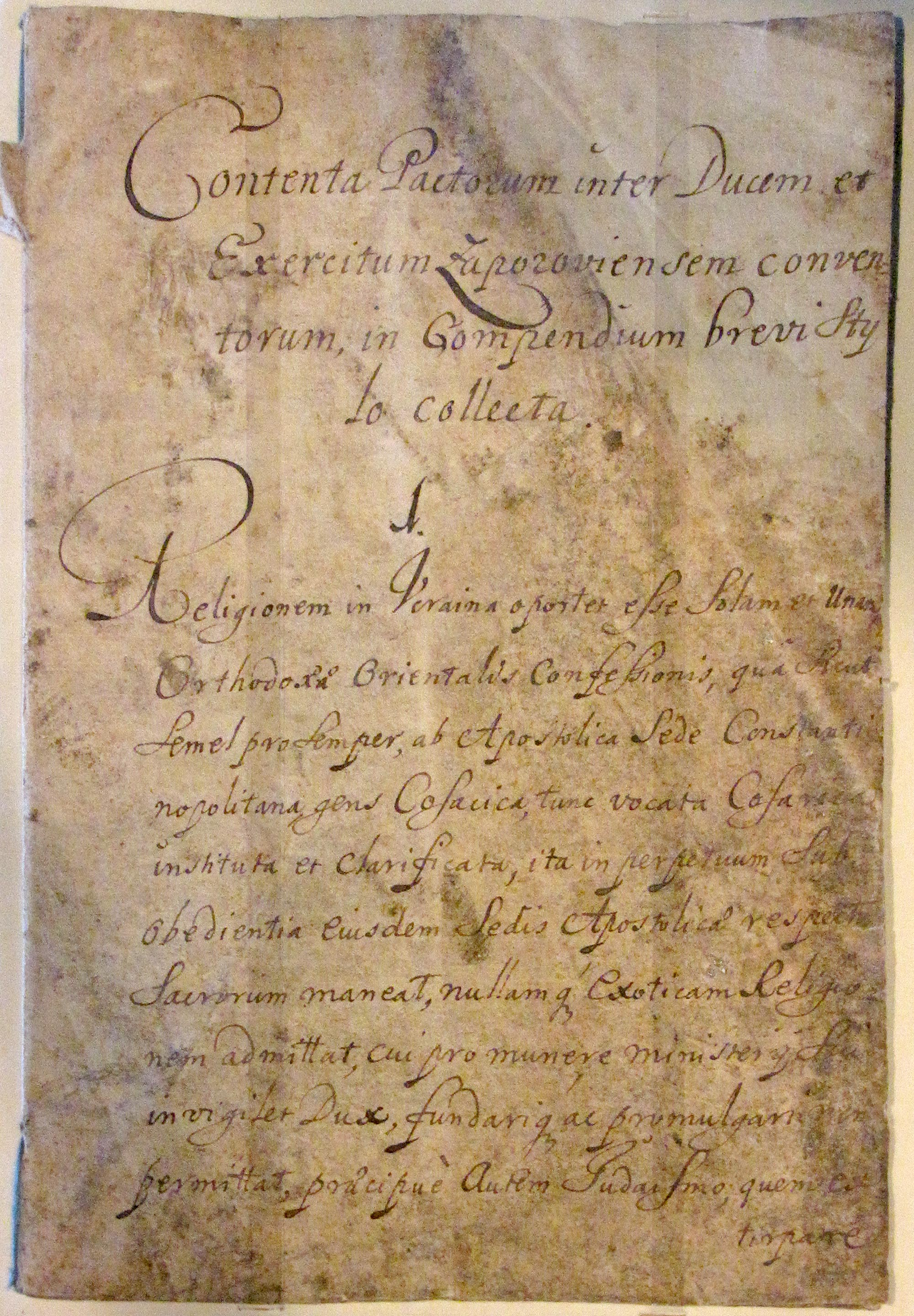
Die erste Seite der Verfassung, lateinische Version

- Ostern: Pylyp Orlyk, neu gewählter Hetman der nach der Niederlage bei Poltawa nach Bendara im Osmanischen Reich geflohenen Saporoscher Kosaken, erlässt in lateinischer und ruthenischer Sprache die sogenannte Verfassung Pylyp Orlyks. In ihm sind die Staatsgewalten von Legislative, Exekutive und Judikative getrennt und damit noch vor Montesquieus Werk Vom Geist der Gesetze demokratische Standards geschaffen. Die exekutive Gewalt des Hetmans, der von der demokratisch gewählten Generalversammlung der Kosaken gewählt wird, wird eingeschränkt. Damit gehört dieser Entwurf zu den ersten europäischen Verfassungen von beispielhafter Bedeutung.
- Juni: Die britische Königin Anne entlässt das Whig-Kabinett unter Charles Spencer, 3. Earl of Sunderland. Damit kommen die Tories an die Macht.
- Im Vorfeld des Toggenburgerkrieges besetzen die Toggenburger mit Zürcher Unterstützung die fürstäbtischen Schlösser Lütisburg, Iberg und Schwarzenbach.

#### Überseeische Kolonien
- 7. Dezember: Die Provinz Carolina wird von den Lords Proprietor wegen Streitigkeiten über die Regierung und Verwaltung de facto in eine Province of North Carolina und eine Province of South Carolina geteilt, auch wenn sie bis 1729 formal weiterhin eine einheitliche Provinz bilden.
- Die Niederländer verlassen ihr Besitztum Mauritius. In der Folge setzen sich Seeräuber auf der Insel fest.
- Die Gründung der Stadt New Bern erfolgt durch Einwanderer aus Deutschland und der Schweiz im heutigen North Carolina. Maßgeblich beteiligt sind Christoph von Graffenried und Franz Ludwig Michel aus Bern sowie John Lawson.

#### Asien
- um 1710: Ein Nachkomme der Scheibaniden bringt das Ferghanatal unter seine Kontrolle und gründet hier das Khanat Kokand.

### Wirtschaft

Kanne aus Böttgersteinzeug, um 1710

- 23. Januar: Ein Dekret Augusts des Starken verfügt die Errichtung der Königlich-Polnischen und Kurfürstlich-Sächsischen Porzellanmanufaktur in Dresden. Am 6. Juni wird eine Produktionsstätte in der Albrechtsburg in Meißen eingerichtet.
- 10. April: Das britische Statute of Anne gilt als erstes modernes Urheberschutzgesetz. Erstmals wird darin das Recht des Autors an seinem Werk formuliert, das zuvor bei den Verlegern gelegen hat. Die mächtige Worshipful Company of Stationers and Newspaper Makers wird dadurch geschwächt. Der Schutz hat eine Befristung von 14 Jahren, die einmalig verlängert werden kann.
- Oktober: Nach der Eroberung Revals durch Russland wird die deutschsprachige Revalsche Post-Zeitung eingestellt.
- Der britische Stellmacher Barker beginnt mit der Fertigung von Kutschen.

### Wissenschaft und Technik
- Die Königliche Gesellschaft der Wissenschaften in Uppsala wird auf Betreiben des Bibliothekars und späteren Erzbischofs Erik Benzelius des Jüngeren mit dem Namen Collegium curiosorum gegründet.
- Im China der Qing-Dynastie beginnt die Erstellung des Kangxi-Wörterbuchs.

### Kultur und Gesellschaft

#### Archäologie

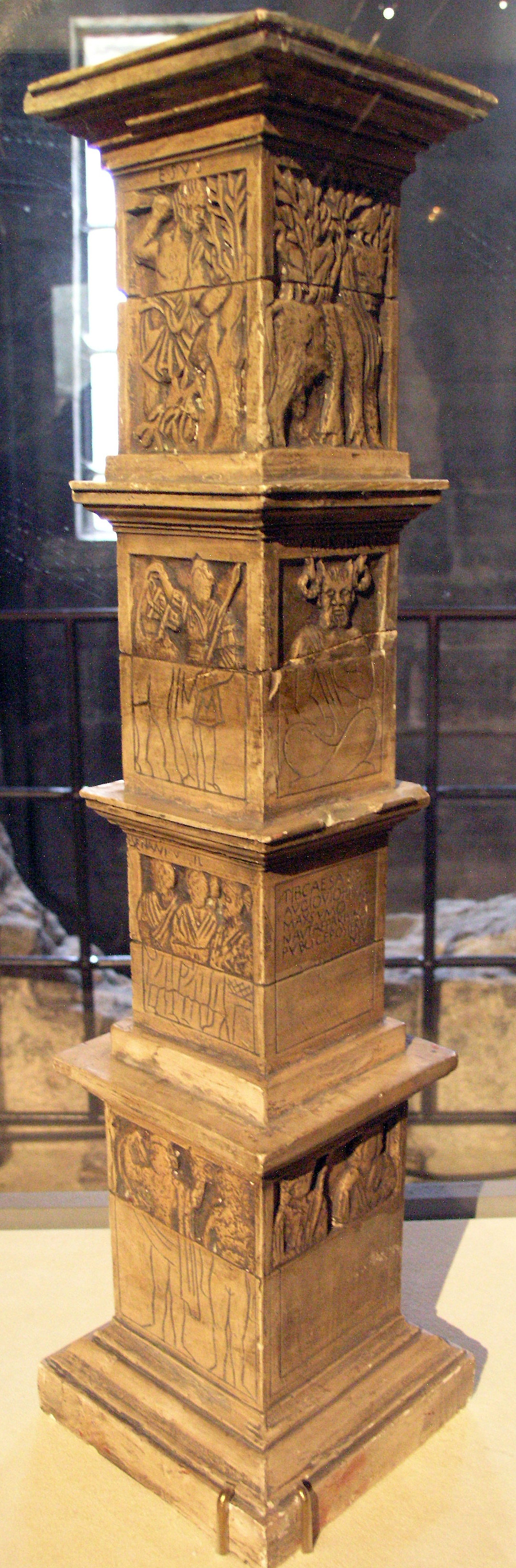
Die Stele der Nautae Parisiaci

- 6. März: Die Stele der Nautae Parisiaci aus dem gallorömischen Lutetia (dem heutigen Paris) wird entdeckt.

#### Musik und Theater
- 14. Januar: Die Schauspielmusik The Alchemist von Georg Friedrich Händel für die Wiederaufführung des gleichnamigen Stücks von Ben Jonson hat ihre Uraufführung am Londoner Queen’s Theatre.
- 16. Februar: Die Uraufführung der Oper Caio Gracco von Giovanni Bononcini auf ein Libretto von Silvio Stampiglia findet an der Hofburg in Wien statt.
- 4. März: Die Barockoper Berenice und Lucilla von Christoph Graupner auf das Libretto von Osiander  nach einer italienischen Vorlage von Aurelio Aureli hat ihre Uraufführung in Darmstadt. Graupners Arbeitgeber, Landgraf Ernst Ludwig von Hessen-Darmstadt, hat ebenfalls eine Arie zu dem Stück beigetragen.

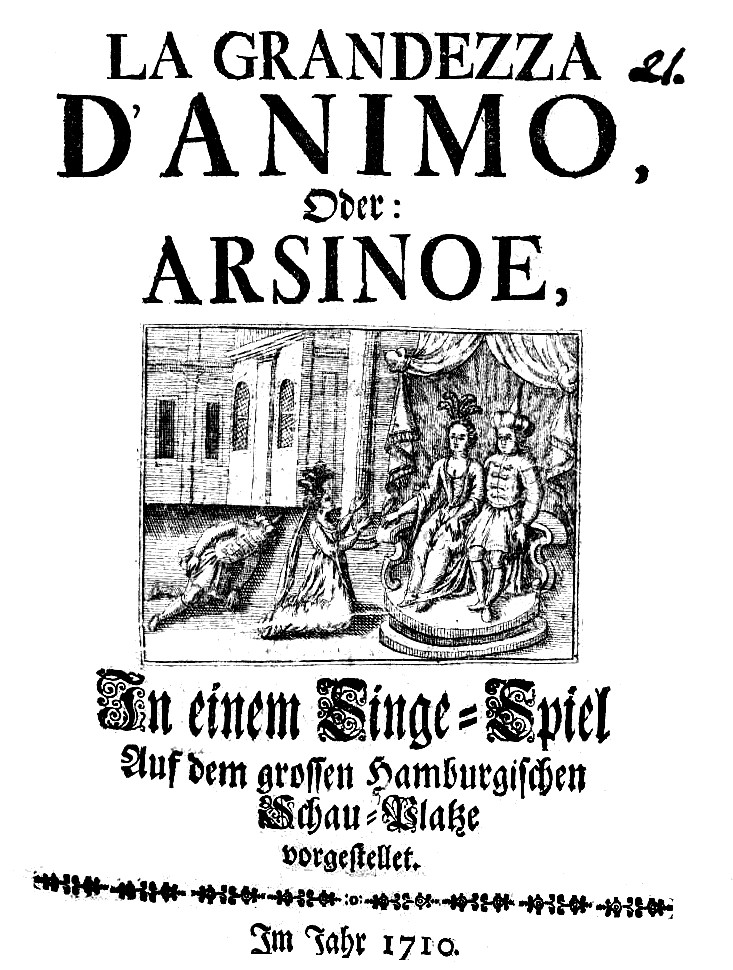
Arsinoe, Titelblatt des Librettos

- 26. Juli: Die Uraufführung des Schäferspiels Aurora von Reinhard Keiser findet am Theater am Gänsemarkt in Hamburg statt. Im gleichen Jahr und am gleichen Ort werden auch Keisers Singspiel Arsinoe und seine Oper Julius Caesar uraufgeführt.

### Gesellschaft
- 13. Mai: Auf Befehl König Friedrichs I. wird vor dem Spandowschen Tor in Berlin mit der Errichtung eines Quarantänehauses für die drohende Pestepidemie, der späteren Charité, begonnen.
- Prinzessin Anna von Russland heiratet Friedrich Wilhelm Kettler, den Herzog von Kurland und Semgallen.

### Religion
- Die Eparchie Aleppo wird gegründet.
- Carl Hildebrand von Canstein gründet in Halle an der Saale die Cansteinsche Bibelanstalt, die älteste Bibelgesellschaft der Welt.

### Katastrophen
- Im großen Teilen Europas wütet die letzte große Pestepidemie, in Ostpreußen stirbt ein Drittel der Bevölkerung. Im belagerten Reval fallen ihr etwa 15.000 Menschen zum Opfer.

## Geboren

### Januar bis April
- 03. Januar: Richard Gridley, britisch-amerikanischer Militäringenieur († 1796)
- 04. Januar: Giovanni Battista Pergolesi, italienischer Komponist († 1736)
- 04. Januar: Sophie Christiane Luise von Brandenburg-Bayreuth, Fürstin von Thurn und Taxis († 1739)
- 07. Januar: Josef Antonín Sehling, böhmischer Komponist († 1756)
- 10. Januar: Johann Konrad Funtsch, deutscher Orgelbauer († 1792)
- 22. Januar: Hans von Ahlefeldt, deutscher Geheimrat und Amtmann († 1780)
- 22. Januar: Jean Nicolas Jadot de Ville-Issey, lothringischer Architekt († 1761)
- 23. Januar: Jacob Langebek, dänischer Historiker († 1775)
- 24. Januar: Karl Joseph Riepp, deutscher Orgelbauer († 1775)
- 31. Januar: Johann Christoph Balser, deutscher Rechtswissenschaftler († 1750)
- 01. Februar: Christine Luise von Ostfriesland, Gräfin zu Wied-Runkel († 1732)
- 12. Februar: Roman Benedikt Nollet, in der Region Trier, in Luxemburg und im Saarland tätiger Orgelbauer († 1779)
- 14. Februar: Peter Ahlwardt, deutscher Theologe und Philosoph († 1791)

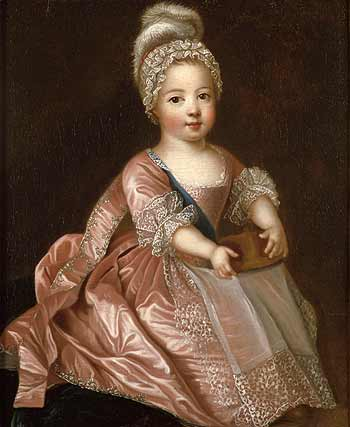
Ludwig XV. als Kind

- 15. Februar: Ludwig XV., König von Frankreich († 1774)
- 21. Februar: Willem van Haren, niederländischer Dichter und Staatsmann († 1768)
- 22. Februar: Anne-Antoinette Champion, französische Wäscheherstellerin und Ehefrau Denis Diderots († 1796)
- 03. März: Johann Siegmund Mörl, deutscher evangelischer Geistlicher († 1791)
- 12. März: Thomas Arne, britischer Komponist († 1778)
- 16. März: Louise Julie de Mailly-Nesle, französische Adelige, Mätresse Ludwigs XV. († 1751)
- 21. März: Johann Heinrich Mylius der Jüngere, deutscher Rechtswissenschaftler († 1733)
- 27. März: Joseph Marie Clemens dall’ Abaco, italienischer Musiker und Komponist († 1805)
- 12. April: Gaetano Majorano, Künstlername Caffarelli, italienischer Sopran-Kastrat († 1783)
- 15. April: Marie Camargo, französische Tänzerin († 1770)
- 15. April: William Cullen, schottischer Mediziner und Chemiker († 1790)
- 17. April: Johann Martin Chladni, deutscher evangelischer Theologe und Historiker († 1759)
- 17. April: Henry David Erskine, 10. Earl of Buchan, schottischer Adeliger († 1767)
- 18. April: Friedrich Bogislav von Tauentzien, preußischer General († 1791)

### Mai bis August
- 06. Mai: Richard Bland, Delegierter für Virginia im Kontinentalkongress († 1776)
- 08. Mai: Peter Anton von Verschaffelt, flämischer Bildhauer und Architekt († 1793)
- 08. Mai: Joseph Gregor Winck, deutscher Maler und Stuckateur († 1781)
- 14. Mai: Adolf Friedrich, König von Schweden († 1771)
- 23. Mai: François Gaspard Balthasar Adam, französischer Bildhauer des Rokoko († 1761)
- 09. Juni: John Burton, englischer Arzt und Antiquar († 1771)
- 10. Juni: Johann Sigismund Kripner, deutscher Theologe, Orientalist und Hochschullehrer († 1750)
- 14. Juni: Peder Kofod Ancher, dänischer Rechtsgelehrter († 1788)
- 12. Juli: Joachim Erdmann Schmidt, deutscher Rechtswissenschaftler und Historiker († 1776)
- 03. August: Johann Gabriel Schleich, württembergischer Maler († 1743)
- 10. August: Luise Dorothea von Sachsen-Meiningen, Herzogin von Sachsen-Gotha-Altenburg († 1767)
- 15. August: Johann Friedrich Hähn, deutscher Geistlicher und Pädagoge († 1789)
- 20. August: Samuel Locke, deutscher Baumeister († 1793)
- 20. August: Thomas Simpson, englischer Mathematiker († 1761)
- 22. August: Johann August Nahl der Ältere, deutscher Bildhauer und Stuckateur († 1781)

### September bis Dezember
- 03. September: Abraham Trembley, Schweizer Erzieher und Naturforscher († 1784)
- 22. September: Georg Matthias Bose, deutscher Physiker und Astronom († 1761)
- 24. September: William Bull, britischer Gouverneur der Province of South Carolina († 1791)
- 25. September: Johann Adam Löw, deutscher evangelischer Geistlicher († 1775)
- 29. September: Johann Andreas Michael Nagel, deutscher Hebraist und Orientalist († 1788)
- 000September: Michael Leuckart, deutscher Buchdrucker († 1792)
- 12. Oktober: Jonathan Trumbull senior, US-amerikanischer Politiker († 1785)
- 13. Oktober: Anna Charlotte Amalie von Nassau-Dietz-Oranien, deutsche Adlige († 1777)
- 16. Oktober: Andreas Hadik von Futak, Reichsgraf und österreichischer Feldmarschall († 1790)
- 27. Oktober: Joachim Johann Daniel Zimmermann, deutscher Theologe und Kirchendichter († 1767)
- 31. Oktober: Johann Ulrich Tresenreuter, deutscher Pädagoge, Philologe, Philosoph und evangelischer Theologe († 1744)
- 08. November: Sarah Fielding, englische Schriftstellerin und Übersetzerin († 1768)
- 13. November: Charles-Simon Favart, französischer Opern- und Komödiendichter († 1792)
- 21. November: Johann Ernst Gotzkowsky, Berliner Unternehmer († 1775)
- 21. November: Paolo Renier, 119. und vorletzter Doge von Venedig († 1789)
- 21. November: Carl Julius Wilda, preußischer Jurist († 1779)
- 22. November: Wilhelm Friedemann Bach, deutscher Komponist († 1784)
- 24. November: Johannes Andreas Paravicini, Gesandter der Niederländischen Ostindien-Kompanie auf Timor († 1771)
- 01. Dezember: Michele Marieschi, italienischer Maler († 1744)
- 03. Dezember: Siegfried Cäso von Aeminga, deutscher Rechtswissenschaftler († 1768)
- 10. Dezember: Johann Christian Wentzinger, süddeutscher Bildhauer, Maler und Architekt († 1797)

### Genaues Geburtsdatum unbekannt
- Johann Wilhelm Arndts, kurkölnischer Beamter († 1771)
- Albrecht Siegmund Friedrich von Barfus, preußischer Landrat († um 1754)
- Philipp August Kulenkamp, deutscher Jurist († 1797)
- Muhammad I. ar-Rashid, Bey von Tunis († 1759)
- John Parker, britischer Maler († 1765)
- Anna Maria Theresia von der Recke, deutsche Adelige und Gewerbetreibende in der Montanindustrie († 1765)
- Sayakumane, König von Champasak († 1791)
- Johann Georg von Wichmannshausen, kurfürstlich-sächsischer Geheimer Kammerrat, Kammer- und Bergrat († 1787)
- Juliane Auguste Henriette von Winterfeldt, Äbtissin des evangelischen Damenstifts Kloster Stift zum Heiligengrabe, Brandenburg († 1790)

### Geboren um 1710
- Juan Santos Atahualpa, Führer eines indigenen Aufstandes in den Regenwaldgebieten der Provinzen Tarma und Jauja gegen die Spanier († 1755/56)
- Francesca Bertolli, italienische Opernsängerin († 1767)
- Nicola Conti, neapolitanischer Komponist († 1754)
- Dow Bär von Mesritsch, polnischer Rabbi und Führer der chassidischen Bewegung († 1772)
- Nainsukh, indischer Maler († 1778)

## Gestorben

### Erstes Halbjahr
- 01. Januar: William Bruce, schottischer Architekt (* 1630)
- 11. Januar: Anne Dieu-le-Veut, französische Piratin (* 1661)
- 16. Januar: Higashiyama, 113. Tennō von Japan (* 1675)
- 19. Januar: Francesco Cupani, italienischer Arzt, Theologe und Botaniker (* 1657)
- 07. Februar: Johann Sigismund Küffner, deutscher Kaufmann und Ratsherr (* 1641)
- 08. Februar: Sebastian Gercken, Lübecker Bürgermeister (* 1656)
- 16. Februar: Esprit Fléchier, französischer Bischof, Kanzelredner und Schriftsteller (* 1632)
- 18. Februar: Robert Atkyns, englischer Jurist und Staatsmann (* 1620)
- 26. Februar: Thomas de Choisy, französischer Offizier und Ingenieur sowie Gouverneur von Saarlouis (* 1632)
- 04. März: Louis III. de Bourbon, Fürst von Condé, Gouverneur von Burgund und Bresse (* 1668)
- 13. März: Friedrich Ulrich Cirksena, holländischer Generalleutnant und Graf in Ostfriesland (* 1667)
- 15. März: Gottfried Hammerich, Abt des Klosters Oberzell (* um 1630)
- 20. März: Johann Joseph von Breuner, Erzbischof von Prag (* 1641)
- 000März: Peter Koster, deutscher Schreib- und Rechenmeister sowie Chronist (* 1640)
- 20. April: Heinrich Escher, Kaufmann, Diplomat und Bürgermeister von Zürich (* 1626)
- 24. April: Manuel de Oms y de Santa Pau, spanischer Diplomat und Vizekönig von Peru (* 1651)
- 28. April: Thomas Betterton, englischer Schauspieler der Restaurations-Zeit (* um 1635)
- 10. Mai: Georg Dietrich Leyding, deutscher Komponist und Organist (* 1664)
- 13. Mai: Heinrich, Regent von Sachsen-Römhild, Landgraf und königlich preußischer Feldzeugmeister (* 1650)
- vor dem 2. Juni: Gerrit Claesz Pool, niederländischer Schiffbauer, Werftmeister und Schiffszimmermann (* 1651)
- 06. Juni: Louise de La Vallière, französische Adelige, Mätresse Ludwigs XIV. (* 1644)
- 09. Juni: Giovanni Battista Passerini, italienischer Bildhauer (* 1658)
- 14. Juni: Johann Friedrich Alberti, deutscher Organist und Komponist (* 1642)
- 14. Juni: Raoul-Auger Feuillet, französischer Tänzer, Ballettmeister, Choreograph, Notator und Herausgeber mehrerer Schriften zum Tanz (* 1653/59/60)

### Zweites Halbjahr
- 03. Juli: Wolf von Lindenau, Rittergutsbesitzer und Amtshauptmann (* 1634)
- 08. Juli: Jean Donneau de Visé, französischer Schriftsteller und Publizist (* 1638)
- 12. Juli: Robert Treat, englischer Kolonist, Gouverneur der Colony of Connecticut (* 1622)
- 23. Juli: Michael Hoppenhaupt, dänischer Bildhauer (* 1657)
- 23. Juli: Samuel Stryk, deutscher Jurist (* 1640)
- 25. Juli: Gottfried Kirch, deutscher Astronom und Kalendermacher (* 1639)
- 06. September: Zacharias Steinel, kursächsischer evangelisch-lutherischer Theologe und Pastor, mehrfacher Magister (* 1657)

Ole Rømer

- 19. September: Ole Rømer, dänischer Astronom (* 1644)
- 20. September: Margherita Caffi, italienische Malerin (* um 1650)
- 21. September: Joseph Werner, Schweizer Maler (* 1637)
- 04. Oktober: Iver Hvitfeldt, norwegisch-dänischer Admiral (* 1665)
- 08. Oktober: Georg Benedikt von Ogilvy, kursächsischer Generalfeldmarschall schottischer Abstammung (* 1651)
- 01. November: Michael Kongehl, deutscher lyrischer Dichter und Dramatiker (* 1646)
- 10. November: Karl Theodor Otto zu Salm, Reichsfürst, kaiserlicher Feldmarschall, Obersthofmeister und Erzieher Josephs I. (* 1645)
- 22. November: Bernardo Pasquini, italienischer Organist, Cembalist, Kapellmeister und Komponist (* 1637)
- 02. Dezember: Ferdinand Ignaz Hinterleithner, österreichischer Lautenist und Komponist (* um 1659)
- 02. Dezember: Christian Kelch, deutsch-baltischer Pastor und Chronist (* 1657)
- 15. Dezember: Albert Anton, Graf von Schwarzburg-Rudolstadt (* 1641)
- 16. Dezember: Wolfgang Heinrich Adelungk, deutscher Pädagoge und Schriftsteller (* 1649)
- 31. Dezember: Johann Daniel Arcularius, deutscher Logiker und lutherischer Theologe (* 1650)

### Genaues Todesdatum unbekannt
- Heinrich Charrasky, kurpfälzischer Bildhauer (* 1656)
- Giovanni Antonio Fumiani, venezianischer Maler (* um 1645)
- René-Antoine Houasse, französischer Maler (* um 1645)
- Wassili Polikarpowitsch Titow, russischer Komponist (* um 1650)